# Al-'Ayn
al-ʿAyn (in arabo العين, in italiano "la sorgente"), scritto anche Al-Ain o Al Ain, è la quarta città degli Emirati Arabi Uniti per popolazione, con 496.205 abitanti secondo i dati del 2015. Si trova nell'emirato di Abu Dhabi, al confine con l'Oman. Le autostrade che collegano al-ʿAyn, Abu Dhabi e Dubai, formano un triangolo, con ciascuna delle città a circa 150 km di distanza dalle altre.

## Storia
L'area, nota storicamente come l'oasi di Buraymi, è stata abitata con continuità per oltre 4.000 anni e al-ʿAyn è considerata il principale patrimonio culturale del paese, tanto che alcuni siti archeologici ed alcune oasi all'interno del perimetro cittadino dal 2011 sono inseriti nell'elenco dei Patrimoni dell'umanità dell'UNESCO (Siti culturali di Al Ain). È il luogo di nascita dello sceicco Zayed bin Sultan Al Nahyan, il primo presidente degli Emirati Arabi Uniti. Ai nostri giorni il nome Buraymi si riferisce alla città omanita, la cui area urbana è adiacente a quella di al-ʿAyn.
Fino al 14 settembre del 2006 la città godeva di frontiere aperte, che in quella data furono chiuse per decisione del governo, per regolare i flussi in entrata ed uscita dal paese.
Nell'area sono presenti molte sorgenti sotterranee di acqua, il che spiega perché sia stata abitata sin dall'antichità. Tracce del suo passato rimangono anche oggi, come le corse di cammelli e l'allevamento. Anche il tradizionale sistema di irrigazione, falaj, è ancora in uso in alcune zone; questo sistema sfrutta canalizzazioni sotterranee che alla fine emergono alla superficie.

## Tempi moderni
Al-ʿAyn ha la maggior percentuale di abitanti autoctoni del paese, anche se la maggior parte dei suoi residenti è costituita da immigrati, in particolar modo dal subcontinente indiano. La presenza di occidentali è meno avvertita rispetto ad Abu Dhabi e Dubai il che, almeno in parte, spiega il carattere più arabo della città rispetto alle più cosmopolite vicine.
Al-ʿAyn è anche nota come la Città Giardino del golfo Persico a causa dei molti parchi, viali alberati e verdi rotatorie. Lo stretto controllo operato sui nuovi insediamenti (palazzi con non più di quattro piani) tende ad enfatizzare questa sua caratteristica.

## Economia

### Turismo
La città si sta sviluppando come destinazione turistica. Qui d'estate si registrano le temperature più alte del paese, ma l'aria secca del deserto serve a mitigare l'umidità che proviene dal mare. Molti abitanti arabi di Abu Dhabi posseggono qui una casa per le vacanze, il che la rende una delle destinazioni preferite durante i fine settimana.
Tra le sue attrazioni degno di nota è il Al-ʿAyn National Museum, alcuni forti oggi restaurati e Hili, un sito archeologico risalente all'età del bronzo. Il Jebel Hafit, con i suoi 1.340 metri di altezza, domina tutta l'area, e rappresenta una delle mete turistiche della città, per gli spettacolari tramonti che vi si possono vedere.
Tra le altre attrazioni si possono citare lo zoo cittadino, un parco divertimenti e altri numerosi parchi dove le famiglie amano prendere il fresco durante le notti estive.

## Commercio e industria
Al-ʿAyn è un importante centro per i servizi, che sono forniti ad una vasta area circostante, Oman compreso. Qui si trovano due grandi centri commerciali, al-ʿAyn Mall e al-Jimi Mall, come anche i tradizionali suq. L'industria si sta sviluppando, anche se in scala minore; tra queste si possono citare il centro di imbottigliamento della Coca Cola e alcuni impianti di cementificazione.
Tra le infrastrutture pubbliche al-ʿAyn può contare su un'università - la United Arab Emirates University -, su un istituto di specializzazione nelle nuove tecnologie e su un aeroporto internazionale.

## Infrastrutture e trasporti
Al-'Ayn è collegata via aria con gli altri principali centri abitati emiratini e con destinazioni internazionali tramite l'Aeroporto Internazionale di al-'Ayn.

## Sport
La città è sede dell'Al-Ain Sports and Cultural Club, uno dei club calcistici più titolati degli Emirati Arabi e d'Asia.